# Бабинов, Артемий Сафронович
Арте́мий Сафро́нович Бабинов (умер после 1619 года, с. Ейва, Усольский уезд, Русское централизованное государство) — посадский человек из села Верх-Яйва, открывший  Бабиновский тракт, который соединял Соликамск и Верхотурье и сыграл важную роль в освоении Сибири.
Новая дорога была в 8 раз короче прежней. В книге «Лучшие путешествия по Среднему Уралу» приводится предание, по которому Бабинов выведал о новом пути у вогулов, причем с помощью хитрости. Однажды набрел он возле Чаньвинской пещеры на аборигенов, справляющих свои языческие обряды. Затем украдкой проследовал за ними по потаенной тропе, которая вела через дремучие леса к верховьям реки Туры. Чтобы не потерять тропы, Артемий заламывал ветки деревьев.
За открытие и устройство дороги царь Фёдор Иванович наградил Бабинова землями в верхнем течении реки Яйвы и освободил от уплаты податей. Поступив на государственную службу, Бабинов до конца жизни следил за содержанием дороги,и в официальных документах того времени он назывался «вождём сибирской дороги». Похоронен на старом кладбище в селе Верх-Яйва.